# کورنودا
کورنودا (به ایتالیایی: Cornuda) یک کومونه در ایتالیا است که در استان ترویزو واقع شده‌است.

## خصوصیات
کورنودا ۱۲ کیلومترمربع مساحت و ۶٬۲۷۰ نفر جمعیت دارد و ۱۶۳ متر بالاتر از سطح دریا واقع شده‌است.

## خواهرخوانده
شهر Natschbach-Loipersbach خواهرخواندهٔ کورنودا هست.